# Punta Open 2025 - Doppio
Il doppio del torneo di tennis professionistico Punta Open 2025, facente parte della categoria Challenger 75 nell'ambito dell'ATP Challenger Tour 2025, si è giocato dal 20 al 26 gennaio a Punta del Este, in Uruguay. Murkel Dellien e Federico Agustín Gómez erano i detentori del titolo ma solo Dellien aveva scelto di partecipare in coppia con Juan Carlos Prado Ángelo.
In finale Gustavo Heide e João Lucas Reis da Silva hanno sconfitto Facundo Mena e Marco Trungelliti con il punteggio di 6–2, 6–3.

## Teste di serie
1. Boris Arias /  Federico Zeballos (quarti di finale)
2. Guido Andreozzi /  Mariano Kestelboim (quarti di finale)

1. Mateus Alves /  Daniel Dutra da Silva (primo turno)
2. Luís Britto /  Franco Roncadelli (primo turno, ritirati)

## Wildcard
1. Marco Cecchinato /  Andrea Pellegrino (primo turno)

1. Federico Aguilar Cardozo /  Joaquín Aguilar Cardozo (primo turno)

## Ranking protetto
1. Arklon Huertas del Pino /  Conner Huertas del Pino (semifinale)

## Alternate
1. Luciano Emanuel Ambrogi /  Román Andrés Burruchaga (primo turno, ritirati)
2. Valerio Aboian /  Lautaro Midón (quarti di finale, ritirati)

1. Max Houkes /  Santiago Fa Rodríguez Taverna (primo turno)

## Tabellone

### Legenda
| - Q = Qualificato - WC = Wild card - LL = Lucky loser | - ALT = Alternate - SE = Special Exempt - PR = Protected Ranking | - w/o = Walkover - r = Ritirato - d = Squalificato |

|  | Primo turno | Primo turno                           | Primo turno                           | Primo turno              | Primo turno |  |  | Quarti di finale | Quarti di finale                      | Quarti di finale                      | Quarti di finale                      | Quarti di finale                      |   |   | Semifinali | Semifinali                     | Semifinali                     | Semifinali                             | Semifinali                             |   |   | Finale | Finale | Finale | Finale | Finale |  |
|  |             |                                       |                                       |                          |             |  |  |                  |                                       |                                       |                                       |                                       |   |   |            |                                |                                |                                        |                                        |   |   |        |        |        |        |        |  |
|  | 1           | B Arias F Zeballos                    | B Arias F Zeballos                    | 6                        | 6           |  |  |                  |                                       |                                       |                                       |                                       |   |   |            |                                |                                |                                        |                                        |   |   |        |        |        |        |        |  |
|  |             | A Collarini R Olivo                   | A Collarini R Olivo                   | 0                        | 3           |  |  | 1                | B Arias F Zeballos                    | 7                                     | 3                                     | [7]                                   |   |   |            |                                |                                |                                        |                                        |   |   |        |        |        |        |        |  |
|  | Alt         | M Houkes S Rodríguez Taverna          | 6                                     | 2                        | [6]         |  |  |                  | F Mena M Trungelliti                  | 64                                    | 6                                     | [10]                                  |   |   |            |                                |                                |                                        |                                        |   |   |        |        |        |        |        |  |
|  |             | F Mena M Trungelliti                  | 3                                     | 6                        | [10]        |  |  |                  |                                       |                                       |                                       |                                       |   |   |            | F Mena M Trungelliti           | F Mena M Trungelliti           | 6                                      | 6                                      |   |   |        |        |        |        |        |  |
|  | 3           | M Alves D Dutra da Silva              | M Alves D Dutra da Silva              | 67                       | 4           |  |  |                  |                                       | PR                                    | A Huertas del Pino C Huertas del Pino | A Huertas del Pino C Huertas del Pino | 4 | 2 |            |                                |                                |                                        |                                        |   |   |        |        |        |        |        |  |
|  | PR          | A Huertas del Pino C Huertas del Pino | A Huertas del Pino C Huertas del Pino | 79                       | 6           |  |  | PR               | A Huertas del Pino C Huertas del Pino | A Huertas del Pino C Huertas del Pino | 6                                     | 6                                     |   |   |            |                                |                                |                                        |                                        |   |   |        |        |        |        |        |  |
|  |             | I Carou H Dellien                     | I Carou H Dellien                     | I Carou H Dellien        | w/o         |  |  |                  | I Carou H Dellien                     | I Carou H Dellien                     | 4                                     | 2                                     |   |   |            |                                |                                |                                        |                                        |   |   |        |        |        |        |        |  |
|  | Alt         | LE Ambrogi RA Burruchaga              | LE Ambrogi RA Burruchaga              | LE Ambrogi RA Burruchaga |             |  |  |                  |                                       |                                       |                                       |                                       |   |   |            | Facundo Mena Marco Trungelliti | Facundo Mena Marco Trungelliti | 2                                      | 3                                      |   |   |        |        |        |        |        |  |
|  |             | G Debru D Vallejo                     | G Debru D Vallejo                     | 6                        | 5           |  |  |                  |                                       |                                       |                                       |                                       |   |   |            |                                |                                | Gustavo Heide João Lucas Reis da Silva | Gustavo Heide João Lucas Reis da Silva | 6 | 6 |        |        |        |        |        |  |
|  | Alt         | V Aboian L Midón                      | V Aboian L Midón                      | 78                       | 6           |  |  | Alt              | V Aboian L Midón                      | V Aboian L Midón                      | V Aboian L Midón                      |                                       |   |   |            |                                |                                |                                        |                                        |   |   |        |        |        |        |        |  |
|  |             | DE Galán C Taberner                   | DE Galán C Taberner                   | 7                        |             |  |  |                  | DE Galán C Taberner                   | DE Galán C Taberner                   | DE Galán C Taberner                   | w/o                                   |   |   |            |                                |                                |                                        |                                        |   |   |        |        |        |        |        |  |
|  | 4           | L Britto F Roncadelli                 | L Britto F Roncadelli                 | 5                        | r           |  |  |                  |                                       |                                       |                                       |                                       |   |   |            | DE Galán C Taberner            | DE Galán C Taberner            | 1                                      | 2                                      |   |   |        |        |        |        |        |  |
|  |             | G Heide JL Reis da Silva              | 68                                    | 6                        | [10]        |  |  |                  |                                       |                                       | G Heide JL Reis da Silva              | G Heide JL Reis da Silva              | 6 | 6 |            |                                |                                |                                        |                                        |   |   |        |        |        |        |        |  |
|  | WC          | F Aguilar Cardozo J Aguilar Cardozo   | 710                                   | 1                        | [7]         |  |  |                  | G Heide JL Reis da Silva              | 6                                     | 5                                     | [10]                                  |   |   |            |                                |                                |                                        |                                        |   |   |        |        |        |        |        |  |
|  | WC          | M Cecchinato A Pellegrino             | M Cecchinato A Pellegrino             | 4                        | 63          |  |  | 2                | G Andreozzi M Kestelboim              | 3                                     | 7                                     | [8]                                   |   |   |            |                                |                                |                                        |                                        |   |   |        |        |        |        |        |  |
|  | 2           | G Andreozzi M Kestelboim              | G Andreozzi M Kestelboim              | 6                        | 7           |  |  |                  |                                       |                                       |                                       |                                       |   |   |            |                                |                                |                                        |                                        |   |   |        |        |        |        |        |  |